# Milwaukee Journal Sentinel
Der Milwaukee Journal Sentinel ist eine Tageszeitung mit Sitz in Milwaukee. Er ging 1995 aus der Zusammenlegung des Milwaukee Sentinel (1837) und Milwaukee Journal (1882) hervor. Die Zeitung im Broadsheet-Format ist mit täglich 217.755 (sonntags 384.539) verkauften Exemplaren die auflagenstärkste Zeitung im US-Bundesstaat Wisconsin (Stand: 2008).
Der Milwaukee Journal Sentinel gehört zur Gruppe Journal Communications. Seine Journalisten wurden bislang dreimal (2008, 2010 und 2011) mit dem Pulitzer-Preis ausgezeichnet. Auch der Vorgänger „Milwaukee Journal“ erhielt wiederholt den Pulitzerpreis, etwa 1917 und 1967 in der Kategorie „Dienst an der Öffentlichkeit“.